# Semiothisa inordinaria
Semiothisa inordinaria är en fjärilsart som beskrevs av Walker 1860. Semiothisa inordinaria ingår i släktet Semiothisa och familjen mätare. Inga underarter finns listade i Catalogue of Life.